# Ken Sugimori
Ken Sugimori (杉森建) (Tóquio, 27 de janeiro de 1966) é um artista gráfico japonês.
Destacou-se como diretor de arte da série de jogos eletrônicos Pokémon.
Amigo de Satoshi Tajiri, criador da franquia, Sugimori é responsável pelo design de todos os primeiros 151 Pokemóns. Também é responsavel por criar outros personagens da série, como os protagonistas e os líderes de ginásio.
Ken Sugimori é ainda o designer de personagens de Pulseman, um jogo da Game Freak para o Sega Mega Drive.

## Trabalhos
- Pokémon (TV): character design
- Pokémon: The First Movie - Mewtwo Strikes Back: Original character design
- Pokémon The Movie 2000 - The Power of One: Original character design
- Pokémon 3: The Movie - Spell of the Unown: Conceptual character artist
- Drill Dozer: Director/Game Design
- Pulseman: Character Design/Artist